# .38 Special
.38 Special eller .38 S&W Special er en revolverammunition designet af Smith & Wesson. Den bruges normalt i revolvere, men der findes også pistoler og karabiner i denne kaliber. .38 Special var standard kaliberen for revolvere hos politiet i USA fra 1920'erne til 1980'erne. 
Trods navnet, er kaliberen på projektilet reelt 0.357-0.358 tommer (9.0678 mm) og ikke 0.38 tommer som er diameteren på det opladte patronhylster. Udover sin længde er .38 Specials hylster identisk med hylstrene til .38 Long Colt og .357 Magnum. Det gør det muligt at bruge .38 Special i .357 Magnum revolvere, men ikke omvendt.
.38 Special blev introduceret i 1902 som en forbedring af .38 Long Colt ammunitionen som en militær ammunition. .38 Long Colt havde under den Fillipinsk-Amerikanske krig vist sig at have manglende effektivitet mod mennesker. 
.38 Special er meget præcis i en god revolver, giver ikke meget rekyl og er en af de mest populære revolverkalibre i verden mere end 100 år efter den kom på markedet.

## Synonymer
- .38
- .38 Smith & Wesson Special
- .38 S&W Special